# ランディ (シンガーソングライター)
ランディ(1995年＜平成6年＞2月17日-)は、日本のシンガーソングライター。北海道利尻郡利尻町(利尻島)出身。身長165cm。血液型A型。本名は田澤 翼(たざわ つばさ)。

## 概要
子供の頃から歌うことは好きだったが、積極的な性格ではなかったため、人前で披露する機会はほとんどなかった。歌手になろうとは考えておらず、大学に進学した。大学在学中にアカペラサークルに入ったことをきっかけに、本格的に音楽の楽しさに目覚め、次第に歌手を志すようになった。
2017年に大学卒業後、単独で上京し路上ライブやライブハウス等で活動を開始。
活動していく中で2021年におにちゃん(鬼武翔太)に誘われる形で、音楽デュオ「なもなき」を結成。
「なもなき」のメンバーとして地上波ラジオ出演、2022年「♯夏の歌うまチャレンジ♯TUBE賞」の最優秀投稿者に選出、、2023年「利尻町観光大使」への就任、楽曲が「PHOTO NEXT2023」「JKC＆JKJO-2023年度」「テレビ和歌山 開局50周年記念感謝祭」の公式テーマソングとして起用されるなど実績を重ねたが2025年に解散。
「なもなき」の解散後、2025年1月にソロでの活動を再開した。
活動再開の惹句を「ランディ-第3章」としている。
名前の由来はアメリカ合衆国の元プロ野球選手のランディ・ジョンソンから。

## 人物
- アコースティック・ギター弾き語りのスタイルを一貫している。楽曲は自身で作詞・作曲を行い、作曲は主にギターで行う。
- ギターは「Taylor810c」「Martin D-28」を使用。
- 尊敬するアーティストはコブクロの小渕健太郎。
- 大学在学中は「おひさまの香り」「Jasper」で活動。[8]
- 趣味はサイクリング、野球観戦(ヤクルトファン)。
- 椎間板ヘルニアと痛風を患っている。
- 長時間列に並ぶのが苦手な為ディズニーランドが好きではない。

## 略歴
2017年
- 7月-上京し活動開始。

2018年
- 1月-「パウデル」として下北沢comcafe音倉でライブを行う。
- 5月-椎間板ヘルニアで入院する。
- 8月-新宿駅での初の路上ライブを行う。

2019年
- 4月-武蔵小山6GRAM Studioでライブに出演。

2020年
- 10月-「おにちゃん＆ランディ」としてZIRCO TOKYOのライブに出演。

2021年-2025年
- 2021年7月-2025年1月「なもなき」として活動。

2025年
- 1月-ソロ活動再開。川崎駅での路上ライブを行う。
- 2月-「Street Performer Box」に「ランディ＆Hopex」として出演。
- 3月-GRIT at Shibuyaでワンマンライブを行う。「GOM LIVE form GOMインターネットTOWER」に出演。「Street Performer Box」に「ランディ＆Hopex」として出演。1stシングル「史上最強の応援歌」の配信開始。
- 4月-「Street Performer Box」に「ランディ＆Hopex」として出演予定。Guesthouse Ricoでワンマンライブを行う。
- 6月-「Yokohama Corridor Music」に出演。「Street Performer Box」に「ランディ＆Hopex」として出演予定。
- 8月-利尻町交流促進施設どんとでワンマンライブを行う。「第５３回 利尻浮島まつり-ミニライブ」に出演。SUOND CRNEでライブツアーの北海道公演を行う。CLUB Queでライブツアーの東京公演を行う。LIVE SQUARE 2nd LINEでライブツアーの大阪公演を行う。

## ディスコグラフィ

### 楽曲
| 曲名                           | 収録等           | 備考 |
| ------------------------------ | ---------------- | ---- |
| Music Monster                  |                  | ★    |
| 明日に届け                     |                  | ★    |
| いつか                         |                  | ☆    |
| 空砲                           |                  | ☆    |
| 最後の晩餐歌                   |                  | ☆    |
| 桜のように                     |                  | ★    |
| 史上最強の応援歌               | 史上最強の応援歌 | ★    |
| 地べた                         |                  | ☆    |
| その手                         |                  | ☆    |
| 大器晩成                       |                  | ★    |
| 宝島                           |                  | ★    |
| 旅は道連れ                     |                  | ★    |
| トライアングル                 |                  | ☆    |
| 翼                             |                  | ★    |
| 狼煙                           |                  | ★    |
| ハイライト                     |                  | ☆    |
| バンジージャンプ               |                  | ☆    |
| 風雲                           |                  | ☆    |
| 君にひとつ                     |                  |      |
| お父さんとお母さんのラブソング |                  |      |
| ずっとありがとう               |                  |      |
| ありきたりなラブソング         |                  |      |
| テキトーソング(仮)             |                  |      |

☆★は活動開始から「なもなき(2021年-2025年)」までの楽曲。★は「なもなき」名義で音源化したもの。

### アルバム・シングル
| 配信日/発売日 | 曲名             | 作詞    | 作曲    | 編曲等 | 備考          |
| ------------- | ---------------- | ------- | ------- | ------ | ------------- |
| 2025年3月31日 | 史上最強の応援歌 | 田澤 翼 | 田澤 翼 | Hopex  | 1stシングル。 |

## ライブ
| 日程          | タイトル                                          | 会場                     | 備考                                               |
| ------------- | ------------------------------------------------- | ------------------------ | -------------------------------------------------- |
| 2025年3月16日 | 音楽百姓                                          | GRIT at Shibuya          | ソロ活動再開後、初めてのワンマンライブ。           |
| 2025年4月27日 | 音楽百姓                                          | Guesthouse Rico          | ソロ活動再開後、初めてのワンマンライブの追加公演。 |
| 2025年8月4日  | 音楽百姓-リターンズ-                              | 利尻町交流促進施設どんと | ソロ活動再開後、初めてのワンマンライブの追加公演。 |
| 2025年8月10日 | ランディ弾き語りLIVE TOUR 2025 HEARTFUL【北海道】 | SUOND CRNE               | ライブツアーの北海道公演。                         |
| 2025年8月16日 | ランディ弾き語りLIVE TOUR 2025 HEARTFUL 【東京】  | CLUB Que                 | ライブツアーの東京公演。                           |
| 2025年8月24日 | ランディ弾き語りLIVE TOUR 2025 HEARTFUL 【大阪】  | LIVE SQUARE 2nd LINE     | ライブツアーの大阪公演。                           |